# 레바논 남부

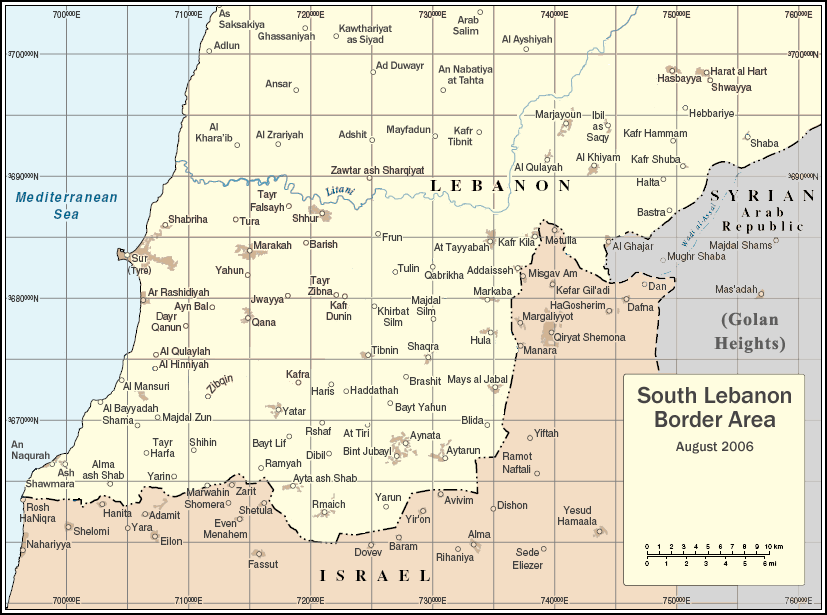
레바논 남부

레바논 남부(아랍어: جنوب لبنان, 로마자 표기: janoub lubnan)는 남부주 (레바논)와 나바티예주를 포함하는 레바논의 지역이다. 두 지역은 1990년대 초 같은 지역에서 분리되었다. 이는 베카주의 최남단 지역인 라샤야(Rashaya) 및 베카 서부(Western Beqaa) 지역이다.
이 지역의 주요 도시는 시돈, 티레, 제진, 나바티예이다. 레바논 남부의 빈트 즈바일(Bint Jbeil), 티레(Tyre), 나바티에(Nabatieh)의 카자족은 소수의 기독교인과 대규모 시아파 무슬림 인구로 유명하다. 시돈은 주로 수니파이며, 시돈의 나머지 카자(caza)는 시아파 무슬림이 대다수이며, 상당수의 기독교 소수파, 주로 멜키트 그리스 카톨릭 신자가 있다. 제진과 마르제윤의 카자에는 기독교인이 대다수이며 시아파 무슬림도 있다. 아인 에벨, 데벨, 카우자, 르마이치 마을은 전적으로 기독교 마론파이다. 하스바야의 카자(caza)에는 드루즈가 다수 있다.

## 같이 보기
- 남레바논군
- 북부구 (이스라엘)
- 리타니 작전
- 레바논 유엔잠정군
- 2006년 레바논 전쟁